# Bombacaceae
Las bombacáceas  (Bombacaceae) son una familia del orden Malvales según las tradicionales circunscripciones del mencionado orden. Actualmente, se la trata como una subfamilia (Bombacoideae) dentro de las malváceas. El nombre de esta familia (o subfamilia) viene del género Bombax. 
Recientes estudios filogenéticos muestran que las bombacáceas como tradicionalmente se las circunscribía no son un grupo monofilético, habiéndose propuesto la exclusión de una parte de sus miembros, sobre todo los de la tribu Durioneae, que se incluirían en la familia Sterculiaceae (como subfamilia Durionoideae) o recibirían la categoría de familia (Durionaceae); tras estas exclusiones el núcleo de la familia sería tratado según algunos como una subfamilia, Bombacoideae, subordinada a la familia Malvaceae. Las bombacáceas no son reconocidas por el Angiosperm Phylogeny Group APG con el rango de familia, se las trata como subfamilia Bombacoideae debtro de la familia Malvaceae sensu lato (ver Sterculiaceae y Tiliaceae). Hay una estrecha relación entre Bombacaceae y Malvaceae pero hasta recientemente las familias han estado separadas en muchos sistemas de clasificación, y continúan separadas en muchas referencias.
En su sentido tradicional, la familia Bombacaceae incluye cerca de 30 géneros con 250 especies de árboles tropicales, algunos con troncos considerablemente gruesos, llamados "botellas". Muchas especies crecen convirtiéndose en grandes árboles, con Ceiba pentandra la más alta, de hasta 70 m muchos de estos géneros son comercialmente importantes, produciendo madera, frutos comestibles, fibras. Algunas especies de esta familia tienen una de las maderas más livianas, especialmente Balsa, Ochroma lagopus. El fruto de Durio zibethinus es famoso, más por su sabor que por su olor. La fibra del kapok, Ceiba pentandra fue muy usada para la elaboración de almohadas y cojines. El baobab (Adansonia spp.) es ícono en partes de África, Australia, Madagascar, notable por su inmensa estructura arbórea, un mecanismo para almacenar agua.

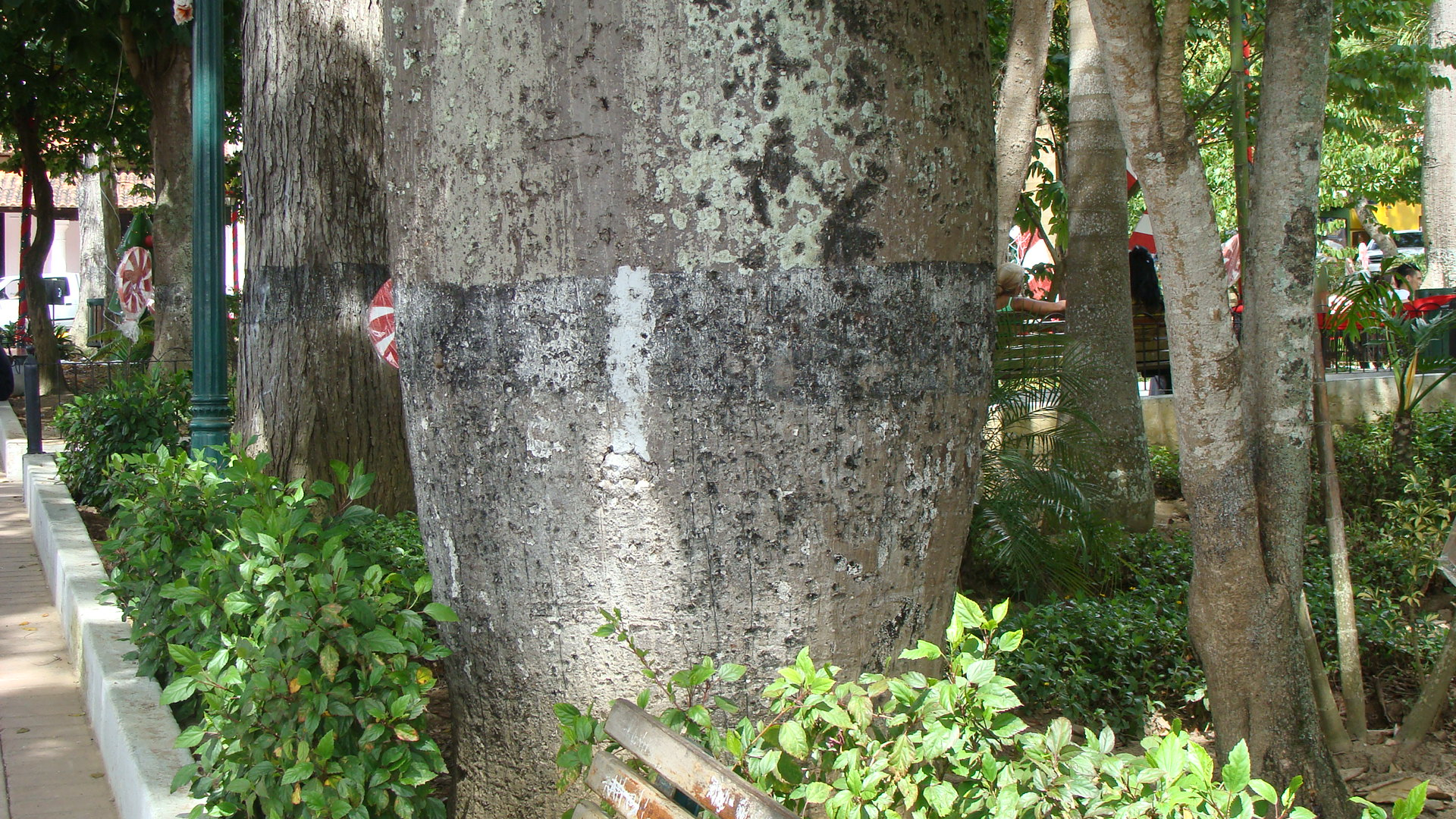
Parte inferior del tronco de una ceiba en la Plaza Bolívar de El Hatillo (Venezuela), mostrando su abombamiento para almacenar agua y nutrientes, característica de algunas especies de Bombacaceae.

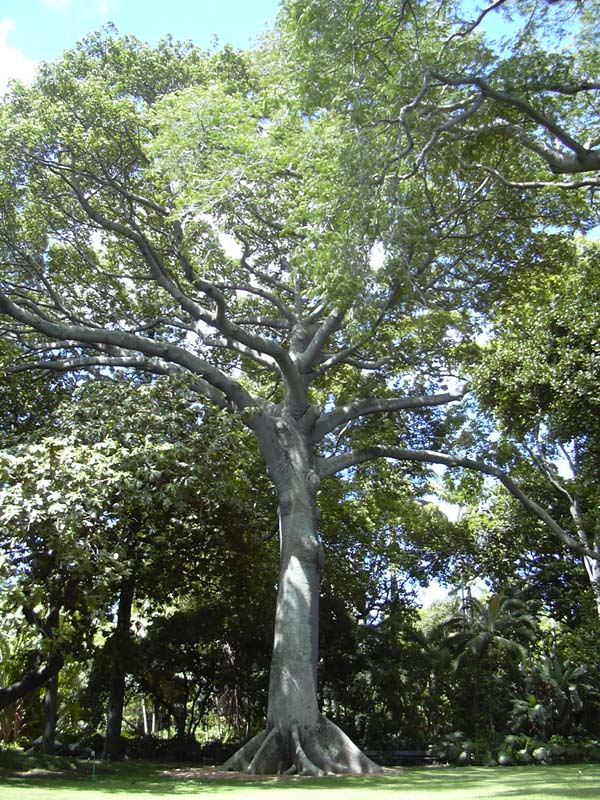
Ceiba pentandra.

## Descripción
Hojas alternas, comúnmente palmatilobadas, con estipulas pequeñas y caducas. Flores hermafroditas, actinomorfas; cáliz de 5 sépalos unidos por la base, acompañado frecuentemente por un epicalix o calículo; corola de 5 pétalos libres; androceo de estambres numerosos, típicamente con los filamentos soldados en un tubo estaminal (columna) que rodea los estilos; polen liso; gineceo súpero pluricarpelar. Frutos esquizocárpicos o capsulares.

## Géneros
- Adansonia L.
- Aguiaria Ducke
- Bernoullia Oliv.
- Bombacopsis Pittier
- Bombax L.
- Boschia Korth.
- Camptostemon Mast.
- Catostemma Benth.
- Cavanillesia Ruiz & Pav.
- Ceiba Mill.
- Chiranthodendron Larreat.
- Chorisia Kunth
- Coelostegia Benth.
- Durio Adans.
- Eriotheca Schott & Endl.
- Gyranthera Pittier
- Huberodendron Ducke
- Kostermansia Soegeng
- Lahia Hassk.
- Matisia Bonpl.
- Neobuchia Urb.
- Ochroma Sw.
- Pachira Aubl.
- Patinoa Cuatrec.
- Phragmotheca Cuatrec.
- Pseudobombax Dugand
- Quararibea Aubl.
- Rhodognaphalon (Ulbr.) Roberty
- Scleronema Benth.
- Septotheca Ulbr.